# HD77653
HD77653 — подвійна зоря. 
Ця подвійна система має видиму зоряну величину в смузі V приблизно 5,6.
Вона розташована на відстані близько 437,2 світлових років від Сонця.

## Подвійна зоря
Головна зоря цієї системи належить до хімічно пекулярних зір й має спектральний клас B9.
В той же час спектральний клас іншої компоненти залишається  ще не визначеним.

## Фізичні характеристики
Телескоп Гіппаркос зареєстрував фотометричну змінність  даної зорі з періодом    1,49 доби в межах від  Hmin= 5,22 до  Hmax= 5,19.